# Halvor Schou

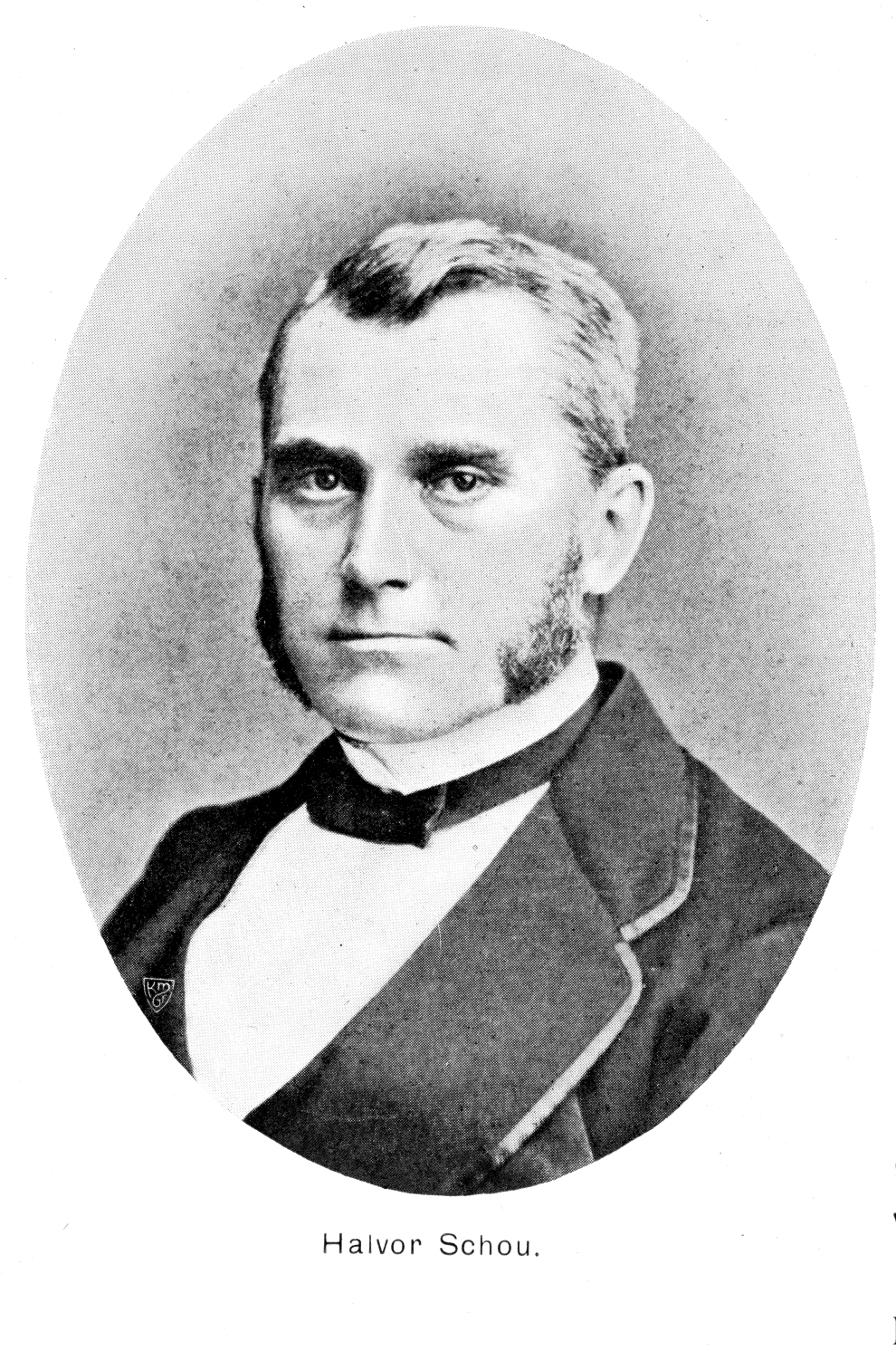
Halvor Schou

Halvor Arntzen Schou (* 11. Mai 1823 in Christiania; † 5. Februar 1879) war ein norwegischer Industrieller und in den 1860er- und 1870er-Jahren Norwegens führender Industriemagnat.

## Leben
Schou war ein Sohn des Politikers Christian Schou (1792–1874) und dessen Ehefrau Brigitte Halvordine Ramm (1796–1877). Nach erster Schulbildung durch Hauslehrer besuchte er die Kathedralsschule in seiner Heimatstadt. Im Anschluss daran ging er nach Lübeck, einer Partnerstadt von Oslo (→Hanse), um dort eine Handelsschule zu besuchen. 1842 kehrte er zurück und arbeitete in der väterlichen Brauerei (Schous Bryggeri) mit.
1852 heiratete Schou in Oslo Anna Cecilie Crowe (1829–1914) und hatte mit ih drei Töchter und drei Söhne: Elisabeth, Christian Julius (1854–1909), Brigitte Halvordine (1857–1930), John Crowe (1858–1887), Marie Magdalena (1859–1943) Olaf Fredrik (1861–1925)
Mit seiner Familie ließ sich Schou in Østlandet nieder. Er ließ sich ein großzügiges Landhaus in Vettre errichten und lebte dort bis an sein Lebensende.
Er gründete 1855 die Hjula Webereien in Christiania, das größte und modernste Industrieunternehmen seiner Zeit in Norwegen. Er übernahm von seinem Vater auch die Schou-Brauerei.
Schou starb 1879 und fand seine letzte Ruhestätte auf dem Vår Frelsers Gravlund, einem Friedhof im Zentrum Oslos.

## Ehrungen
- 1877 Kommandeur vom Sankt-Olav-Orden
- Ritter des Nordstern-Orden
- Ritter des Dannebrogorden